# Grenville-orogenese

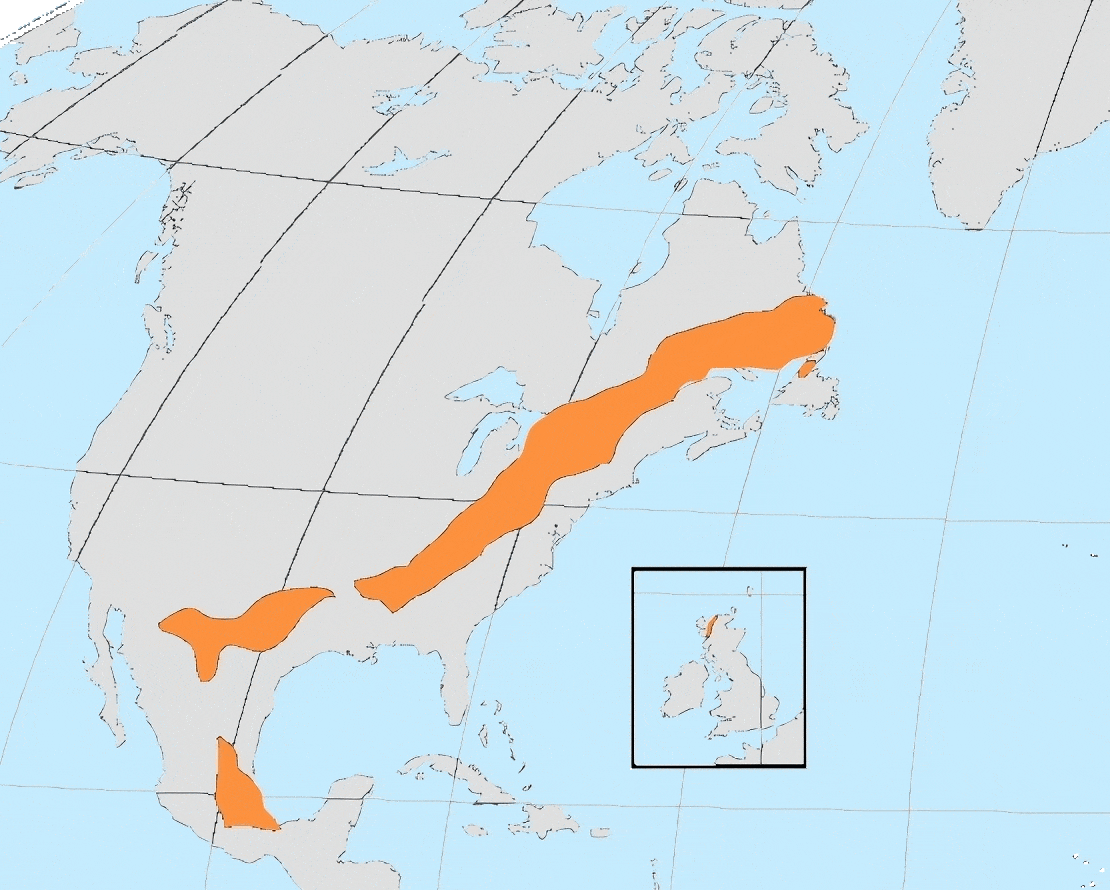
De ligging van de plooiingsgordel van de Grenville-orogenese

De Grenville-orogenese (Engels: Grenville orogeny of Grenvillian (orogeny), dat ook vertaald kan worden als Grenvillien of Grenvilliaan) was een fase van gebergtevorming tussen ongeveer 1300 en 1000 miljoen jaar geleden, tijdens het Mesoproterozoïcum. Deze fase van gebergtevorming wordt herkend in oude, Proterozoïsche kratons van Noord-Amerika, in een band van het tegenwoordige Mexico tot het oosten van Canada en Groenland.
De Grenville-orogenese vond ongeveer gelijktijdig plaats met de Dalslandische orogenese die in het noorden van Europa wordt gevonden. Het is mogelijk dat het Oost-Europese kraton aan het einde van het Mesoproterozoïcum op zodanige wijze tegen de kratons van Noord-Amerika aanlag dat de beide orogeneses een aaneengesloten gebergtegordel vormden. De Dalslandische gordel was in dat geval een oostwaartse vertakking van de Grenvillegordel. In hoeverre de twee orogeneses verband houden is echter niet duidelijk, vooral omdat de precieze onderlinge positie van de kratons niet goed bekend is. Wat wel redelijk duidelijk is is dat alle kratons aan het einde van deze fases van gebergtevorming verenigd waren in een zogenaamd supercontinent, dat Rodinia genoemd wordt.